# 隋击契丹之战
隋击契丹之战，隋煬帝大业元年（605年），隋朝韦云起率突厥兵反击契丹的作战。
605年，契丹攻扰营州（治龙城县，今辽宁省朝阳市），诏令通事谒者韦云起指挥突厥启民可汗部二万骑兵反击契丹，韦云起将其分为二十营，每营之间相隔一里，分四路并进。突厥兵纪律松散，韦云起斩杀一名违犯军纪纥干（突厥小官），威慑其众。突厥兵畏服，闻鼓声而行，闻角声而止。契丹原是突厥的属部。韦云起率突厥兵入其境，扬言借道去柳城（今辽宁省朝阳市南）与高句丽交易，契丹没有防备。当韦云起率军抵达距契丹大营五十里处，突然发起进攻，大败契丹军，俘虏其男女四万余人。